# Canoas Bulls
O Bulls Futebol Americano é um equipe gaúcha de futebol americano, com sede na cidade de Canoas.
Fundado em 15 de junho de 2007, ainda com o nome de Porto Alegre Predadores, assumiu a atual identidade em 05 de janeiro de 2010. Em maio de 2014, foi feita uma parceira com o Esporte Clube São José, de Porto Alegre, passando a ser chamados de São José Bulls na temporada 2014. Em 2015, assumiu a identidade de Bulls Futebol Americano. Em 2017, ano que completou 10 anos de história, fez uma parceria com a Secretaria de Esportes do município de Canoas, passando a representar a cidade em competições oficiais. o Bulls FA atua em toda região metropolitana com treinos em Porto Alegre e Canoas, e jogos em São Leopoldo.
A equipe também faz atividades de divulgação e desenvolvimento do esporte em escolas da Grande Porto Alegre, além de contar com time de desenvolvimento para jovens atletas.
Foi vice-campeão no Campeonato Gaúcho de Futebol Americano 2011[1][2].
Em 2012, o Porto Alegre Bulls se equipou e saiu do pequeno campeonato gaúcho "No pads" (sem equipamentos) para o maior campeonato no país, o Torneio Touchdown, com os times mais qualificados do país, como Corinthians Steamrollers, Vasco da Gama Patriotas, Vila Velha Tritões, Timbó Rex, Jaraguá Breakers, entre outros. Foi a maior alçada na história. O Bulls encontrava muitas, e já esperadas, dificuldades. E foi em 2012 que o Bulls encontrou sua primeira vitória a nível nacional, no dia 6/10 em Porto Alegre, o Bulls venceu o ABC Corsários pelo placar de 19x8, em uma partida transmitida ao vivo para todo o Brasil pela BandSports com narração de Ivan Zimmermann e comentários do saudoso André José Adler, fundador do Torneio Touchdown.
Em 2014, disputou a sexta edição do Torneio Touchdown, que contou com a participação recorde de 20 equipes divididas em 4 conferências. O, ainda, São José Bulls terminou em quinto na conferência Sul.
Em 2015, disputou o 1º Campeonato Gaúcho de Futebol Americano, organizado pela FGFA (Federação Gaúcha de Futebol Americano), que contou com 7 equipes, o São José Bulls foi eliminado na semifinal do torneio. Também disputou o Campeonato Brasileiro de Futebol Americano, organizado pela CBFA (Confederação Brasileira).
Em 2016, disputou o Campeonato Gaúcho de Futebol Americano, organizado pela FGFA (Federação Gaúcha de Futebol Americano), e também disputou a Copa Sul de Futebol Americano, organizado pela FCFA (Federação Catarinense de Futebol Americano), onde se destacou chegando aos playoffs da competição com a marca de 2-2 (2 vitórias e 2 derrotas).
Em 2017, disputou o Campeonato Gaúcho de Futebol Americano, organizado pela FGFA (Federação Gaúcha de Futebol Americano) que contou com 12 equipes participantes, o Bulls não chegou aos playoffs e terminou com a marca de 2-3 (2 vitórias e 3 derrotas). No segundo semestre também disputou a Copa Sul de Futebol Americano, organizado pela FCFA (Federação Catarinense de Futebol Americano), onde terminou com a marca de 0-3. 
Em  2018, disputou o Campeonato Gaúcho de Futebol Americano, organizado pela FGFA (Federação Gaúcha de Futebol Americano) que contou com 15 equipes participantes, o Bulls chegou aos playoffs da competição, garantido vaga na SÉRIE A de 2019 e terminou com a marca de 2-2 (2 vitórias e 2 derrotas). Os Touros Vermelhos jogaram, no segundo semestre, a IV Copa Sul de Futebol Americano, onde foi Vice-Campeão, terminando o ano com recorde de 6 vitórias (4 na copa sul e 2 no campeonato gaúcho) e 3 derrotas (1 na copa sul e 2 no campeonato gaúcho). Na Copa Sul, venceu o Londrina Bristlebacks por 34x26, o Bulldogs FA por 33x14, o Cruzeiro Lions por 10x09, o HP Tigers po 21x0, perdendo a final por 07x08 para o Itajaí Dockers.
Em 2019, o Canoas Bulls unificou suas forças com duas equipes da região metropolitana, o Buriers Football, de São Leopoldo/RS e o Viamão Raptors, de Viamão/RS. No primeiro semestre, disputou o Campeonato Gaúcho, sob o comando do Head Coach Wesley Motta, campeão com o Juventude FA. Os Touros Vermelhos obtiveram duas vitórias na fase de grupos contra a equipe do Santa Cruz Chacais por 14x07 no Estádio dos Plátanos, Santa Cruz do Sul/RS e contra a equipe do Erechim Coroados por 36x00 no Estádio do Grêmio Esportivo Nacional, São Leopoldo/RS, levando os Bulls aos playoffs do Campeonato Gaúcho, porém a inscrição errada de um atleta ocasionou a reversão do placar do segundo jogo para W.O. e a eliminação do campeonato. No segundo semestre disputou a fortíssima Liga BFA , com 3 vitórias sobre as equipes do Porto Alegre Gorillas (24x07), Santa Cruz Chacais (29x06), e Juventude FA (21x03), e uma derrota para a equipe que viria a ser campeã regional, o Curitiba Brown Spiders, os Touros chegaram às semifinais da Liga, sendo derrotados pela equipe do Armada Lions (07x14).
Em 2020, todas as competições oficiais foram suspensas pela pandemia.
Em 2021, volta às atividades na Região Metropolitana de Porto Alegre, tendo como Head Coach, o experiente mexicano, Oscar Capuchino.